# مقاطعة مايو
مقاطعة مايو هي إحدى مقاطعات أيرلندا الستة والعشرين.

## توأمة
لمقاطعة مايو اتفاقيات توأمة مع:
- كليفلاند

## أعلام
- ألان أوهارا
- جيمس أوهارا
- غريس أومالي
- بيل برينان
- مارك روبرتس

## روابط إضافية
- Mayo County Council's website
- Connaught Telegraph
- Tourism in West Ireland
- Mayo Web Directory
- Map of Mayo
- Western People
- County Mayo Genealogical records نسخة محفوظة 2 فبراير 2007 على موقع واي باك مشين.
- Mayo Echo - Mayo's Free Weekly Newspaper (Published online)
- Photos of Mayo نسخة محفوظة 2 مارس 2008 على موقع واي باك مشين.